# خوان تورس (وزنه‌بردار)
خوان تورس (اسپانیایی: Juan Torres‎؛ زادهٔ ۲۳ ژوئن ۱۹۳۶) وزنه‌بردار اهل کوبا بود. وی در بازی‌های المپیک تابستانی ۱۹۶۰ شرکت کرده‌است.